# Wahlkreis Leipzig IV
Der Wahlkreis  Leipzig IV war ein Landtagswahlkreis zur Landtagswahl in Sachsen 1990, der ersten Landtagswahl nach der Wiedergründung des Landes Sachsen. Er hatte die Wahlkreisnummer 8. Für die Landtagswahlen 1994 wurde auch infolge der Kreisreform die Wahlkreisstruktur verändert, zudem wurde die Zahl der Wahlkreise von 80 auf 60 verringert. Das Gebiet des Wahlkreises Leipzig IV wurde Teil einer der sechs Wahlkreise auf Leipziger Stadtgebiet.
Das Wahlkreisgebiet umfasste den Stadtbezirk Nordost II mit den Wohnbezirken 301 bis 312 und 344 bis 360.

## Ergebnisse
Die Landtagswahl 1990 fand am 14. Oktober 1990 statt und hatte folgendes Ergebnis für den Wahlkreis Leipzig IV:
| Direktkandidat | Partei (Kürzel) | Erststimmen (%) | Zweitstimmen (%) |
| -------------- | --------------- | --------------- | ---------------- |
|                | DA              | -               | 00,6             |
| Uwe Albrecht   | CDU             | 40,9            | 41,4             |
|                | Chr. L          | -               | 00,2             |
|                | DBU             | 00,4            | 00,4             |
|                | DSU             | 03,3            | 02,4             |
|                | F.D.P.          | 05,9            | 06,4             |
|                | LL-PDS          | 13,2            | 12,9             |
|                | NPD             | -               | 00,6             |
|                | FORUM           | 09,1            | 07,3             |
|                | RAP             | -               | 00,1             |
|                | SHB             | -               | 00,0             |
|                | SPD             | 27,2            | 27,9             |

Es waren 34.171 Personen wahlberechtigt. Die Wahlbeteiligung lag bei 68,4 %. Von den abgegebenen Stimmen waren 2,2 % ungültig. Als Direktkandidat wurde Uwe Albrecht (CDU) mit 40,9 % aller gültigen Stimmen gewählt.